# Лични сат
Лични сат је врста мањег часовника који се носи особа, најчешће око ручног зглоба или у џепу. Поред показивања тачног времена, може садржати многе друге могућности као што су приказивање читавог датума, штоперица, аларм итд. Ручни сат је такође модни додатак, предмет друштвеног представљања и престижа. Драги су од злата, титанијума, украшени су као накит и подложни су променама у моди. Неке од најпознатијих марки ручних сатова су Ролекс, Касио, Фестина, Своч, Тисо, Фосил и други.
Сатови су напредовали у 17. веку од сатова на опружни погон, који су се појавили већ у 14. веку. Током већег дела своје историје сат је био механички уређај, вођен сатним механизмом, погоњен намотавањем главне опруге и мерећи време осцилујућим балансним точком. Они се називају механичким сатовима. Шездесетих година изумљен је електронски кварцни сат који се напаја батеријом и мери време вибрационим кварцним кристалом. До 1980-их кварцни сат заузимао је већи део тржишта од механичког сата. Историјски се ово назива кварцном револуцијом. Напреци из 2010. обухватају паметне сатове, који су сложени електронски уређаји слични рачунару, дизајнирани за ношење на зглобу. Они углавном укључују функције мерења времена, мада је то само мали подскуп функција паметног сата.
Генерално, модерни сатови често приказују дан, датум, месец и годину. У механичким сатовима понекад су укључене разне додатне функције које се називају „компликацијама“, као што су прикази месечевих фаза и различите врсте турбилона. Већина електронских кварцних сатова, с друге стране, укључује временске карактеристике као што су тајмери, хронографи и функције аларма. Штавише, неки модерни сатови (попут паметних сатова) чак садрже калкулаторе, ГПС и Блутут технологију, или имају могућности праћења откуцаја срца, а неки од њих користе технологију радио сата да би редовно кориговали време.
У данашње време већина сатова на тржишту који су јефтини или имају умерене цене, користе се углавном за мерење времена и имају кварцни механизам. Међутим, скупи колекционарски сатови, вредновани више због сложене израде, естетске привлачности и гламурозног дизајна, него због једноставног мерења времена, често имају традиционалне механичке механизме, иако су мање тачни и скупљи од електронских. Од 2018. године најскупљи сат који је икад продат на аукцији био је Патек Филип Хенри Грејвс суперкомпликација, који је најкомпликованији механички сат на свету до 1989. године, продат за 24 милиона америчких долара ( 23.237.000) у Женеви 11. новембра 2014. Од децембра 2019. године, најскупљи сат који је икад продат на аукцији (и који је ручни сат) је Патек Филип Грандмастер Чајм реф. 6300А-010, чија коначна цена је била 31,19 милиона америчких долара (CHF 31.000.000) у Женеви 9. новембра 2019.

## Џепни сат
Џепни сат је направљен да се носи у џепу, за разлику од ручног сата, који се ноди на ручном зглобу.
Они су били најчешћи тип сатова од њиховог развоја у 16. веку, док ручни сатови нису постали популарни након Првог светског рата током којег је војска користила прелазни дизајн, рововске сатове. Џепни сатови углавном имају причвршћени ланац који омогућава причвршћивање на прслук, ревер или омчу на појасу и спречава падање. Сатови су такође били постављани на кратку кожну траку или каиш, када би дугачки ланац био гломазан или би могао да ухвати ствари. Овај дизајн такође може пружити заштитни поклопац преко лица сата. Женски сатови су обично били овог облика, са траком која је више била украсна него заштитна. Ланци су често били украшени сребрним или емајлираним привеском, често носећи грб неког клуба или друштва. На ланцима сатова такође су се појавиле практичне справе попут кључа за навијање сата, вестне футроле или резача цигара, мада обично у претерано украшеном стилу. Такође су чести причвршћивачи, дизајнирани да се провуку кроз отвор дугмета и носе у јакни или прслуку. Ова врста је често повезана са и названа по кондуктерима возова.
Рана референца на џепни сат налази се у писму италијанског часовничара Бартоломеја Манфредија из новембра 1462. године Маркечезу ди Мантови Федерико Гонзага, где му нуди „џепни сат” бољи од оног који припада војводи од Модена. Крајем 15. века, опружни сатови су се појавили у Италији и Немачкој. Петер Хенлајн, мајстор бравар из Нирнберга, редовно је производио џепне сатове до 1526. године. Након тога, производња џепних сатова се раширила по остатку Европе током 16. века. Рани сатови имали су само сатну казаљку, минутна казаљка се појавила крајем 17. века. Прве америчке џепне сатове са машински израђеним деловима произвео је Хенри Питкин са својим братом током касних 1830-их.

## Историја
Сатови су еволуирали од преносних опружних сатова, који су се први пут појавили у Европи у 15. веку. Сатови се нису широко носили у џеповима све до 17. века. Један извештај наводи да енглеска реч „watch” потиче од староенглеске речи woecce, што је значило „чувар”, јер су је градски стражари користили да прате своје смене на послу. Један други извор наводи да је тај термин потекао од морнара из 17. века, који су користили нове механизме за одређивање дужине својих бродских стража (дежурства).
Велики скок у прецизности догодио се 1657. године додавањем балансне опруге на точак за уравнотежење, што је био споран изум у то време и од тада између Роберта Хука и Кристијана Хајгенса. Ова иновација је изузетно повећала тачност сатова, смањивши грешку са можда неколико сати дневно на свега десетак минута дневно, што је резултирало додавањем минутне казаљке на лице сата око 1680. године у Британији и 1700. у Француској.